# Krupa (Fluss)
Der Fluss Krupa ist 7 Kilometer langer ein Nebenfluss des Zrmanja in Kroatien, der sich in der Gespanschaft Zadar in der Region Dalmatien befindet. Er entspringt im Velebit-Gebirge, einem Bergmassiv, das sich entlang der kroatischen Küste erstreckt und fließt durch den Krupa-Canyon, der von steilen Felswänden umgeben ist und eine beeindruckende Kulisse bietet. Der Fluss schlängelt sich durch grüne Täler und bildet unterwegs insgesamt 19 kleine Wasserfälle und Kaskaden. Mit seiner natürlichen Umgebung ist er ein ökologisch wertvoller Lebensraum für eine Vielzahl von Pflanzen- und Tierarten. Aus ihm entspringt der etwa 1 Kilometer lange Krnjeza.
Der Fluss Krupa ist nicht nur für seine natürliche Schönheit bekannt, sondern auch für seine ökologische Bedeutung. Die klaren, sauberen Gewässer des Flusses bieten Lebensraum für eine Vielzahl von Pflanzen- und Tierarten. In den Sommermonaten können entlang der Uferbereiche und in den umliegenden Wiesen wilde Blumenarten wie Glockenblumen (Campanula), Kornblumen (Centaurea cyanus) und Mohnblumen (Papaver rhoeas) blühen. Entlang des Flussufers finden sich auch verschiedene Gräser und Büsche, die den Lebensraum für Insekten, Vögel und andere kleine Tiere bereichern. So bietet er ein reichhaltiges Habitat für verschiedene Vogelarten. Hierzu zählen insbesondere Wasservögel wie Enten, Gänse, Reiher und Kormorane beobachten, die entlang des Flusses nach Nahrung suchen. Der Krupa ist wie der Zrmanja, in den er mündet, bekannt für sein reiches Fischaufkommen. Hier finden sich verschiedene Fischarten wie Forellen, Äschen, Barsche und Karpfen. Der Fluss bietet eine wichtige Lebensgrundlage für diese Fische und ist ein beliebtes Ziel für Angler. Die Feuchtgebiete entlang des Flusses sind auch Lebensraum für verschiedene Amphibienarten wie Frösche, Kröten und Molche. Selten können auch Reptilien wie Eidechsen und Ringelnattern können in der Umgebung der Brücke vorkommen. Darüber beherbergen die Uferregionen eine Vielzahl von wirbellosen Tieren wie Libellen, Schmetterlingen, Bienen und Käfer, die eine wichtige Rolle im ökologischen Gleichgewicht spielen.
Der Krupa hat auch eine kulturelle Bedeutung für die Region. In der Umgebung des Flusses gibt es historische Siedlungen und religiöse Stätten (etwa das Kloster Krupa), die eng mit dem Fluss und seiner Umgebung verbunden sind. Eine Sehenswürdigkeit entlang des Krupa-Flusses ist die um 1900 aus Natur- und Tuffstein errichtete Kudin-Brücke, auch bekannt als Kudin Most.

## Galerie

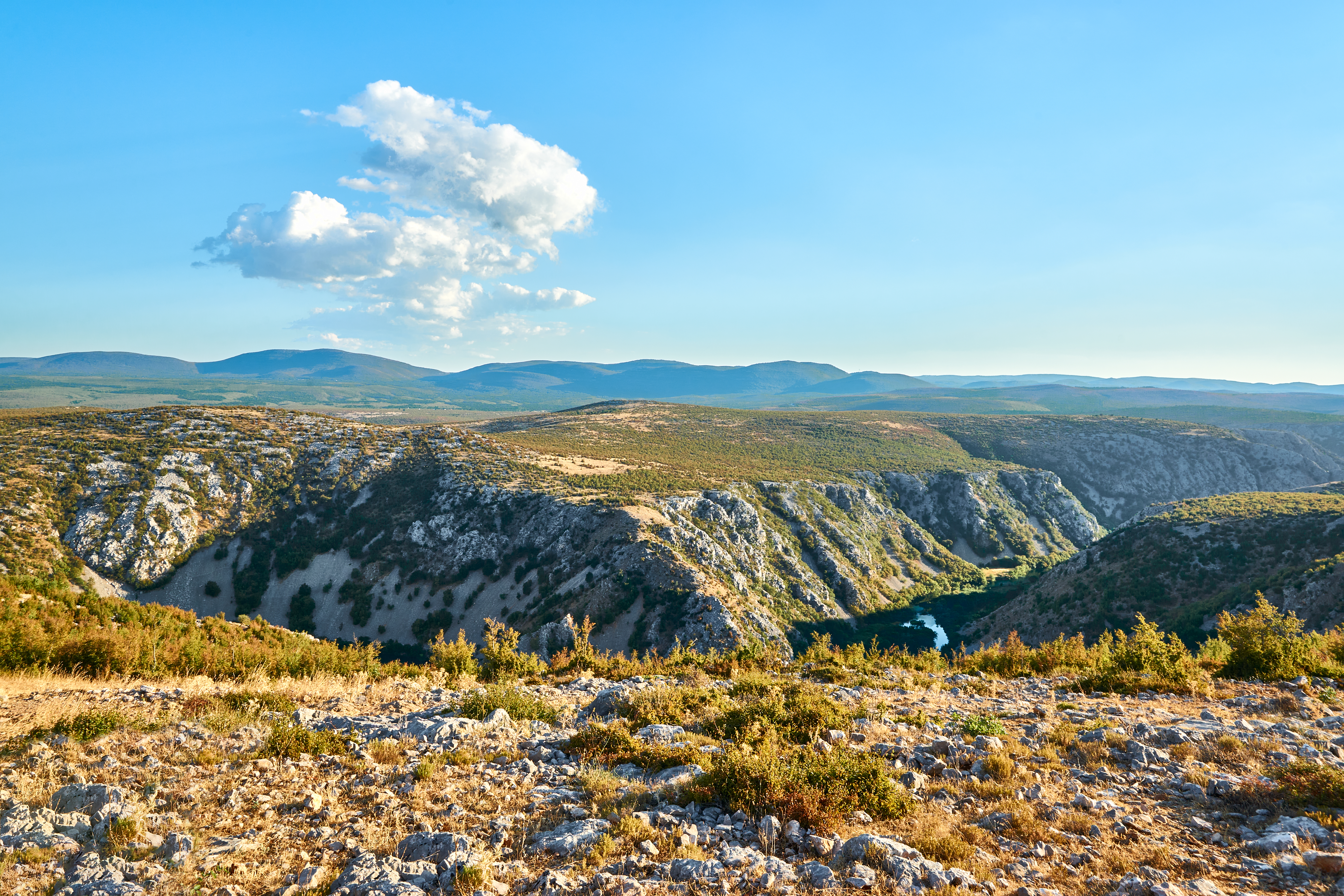
Krupa-Canyon
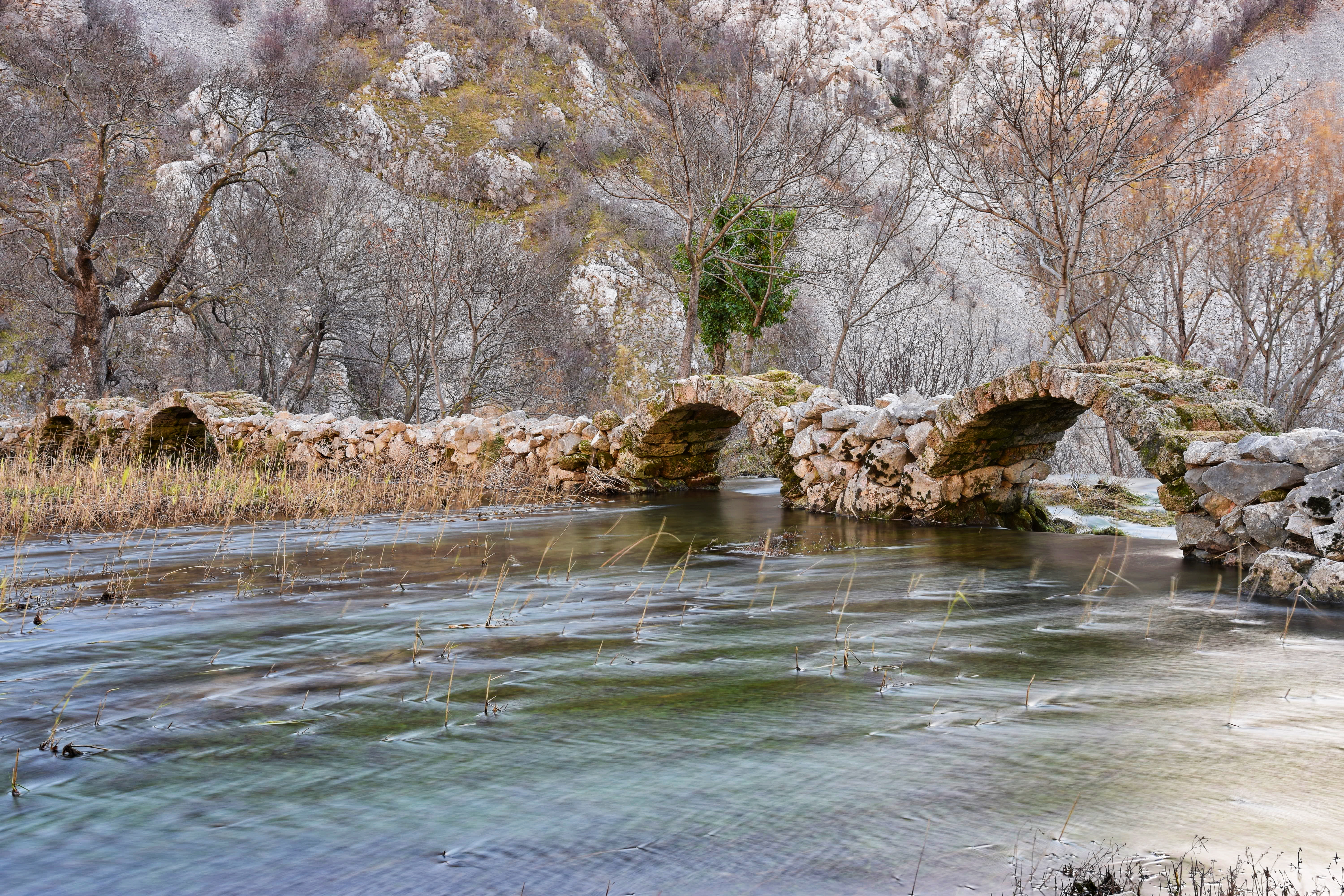
Kudin-Brücke
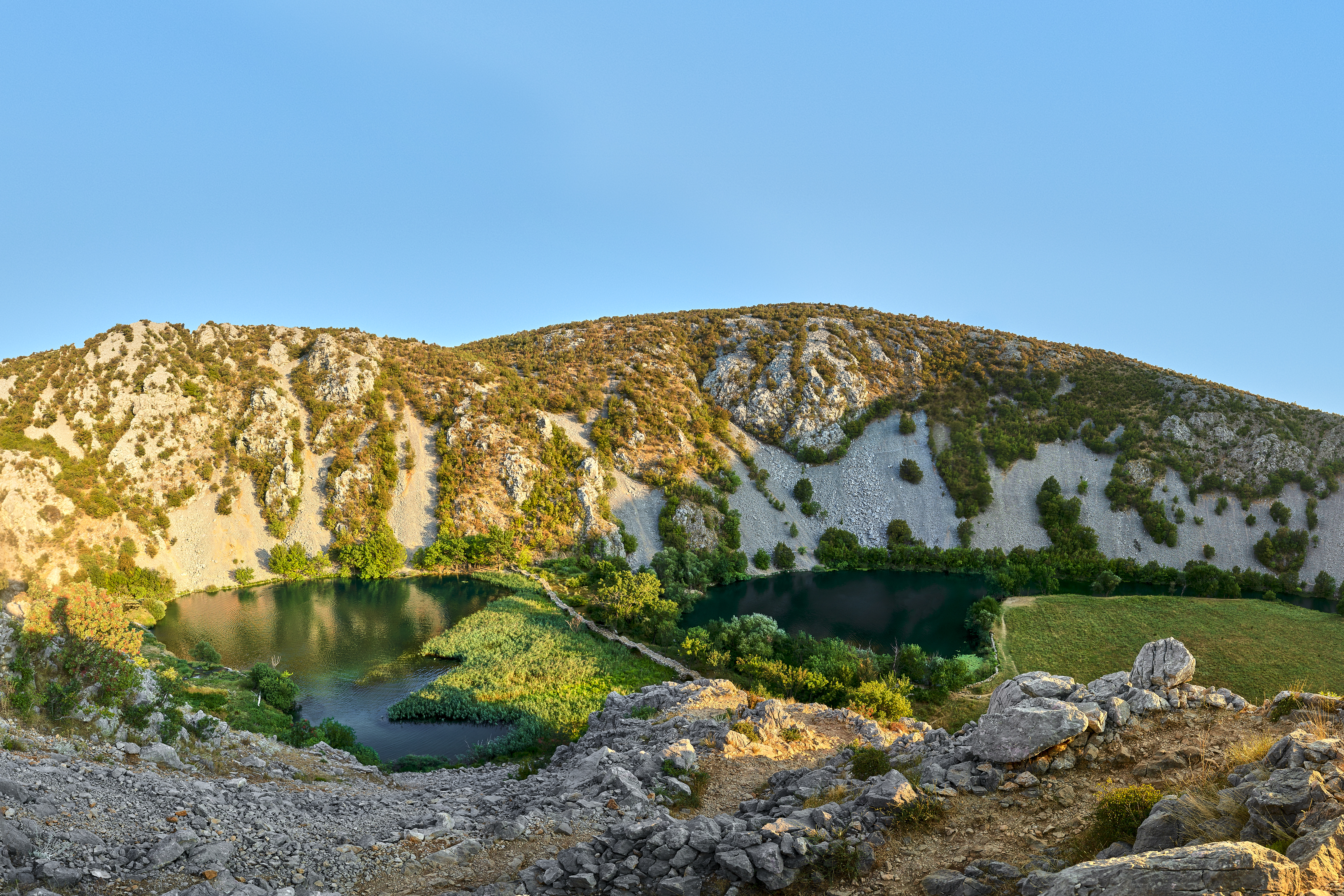
Kudin-Brücke im Krupa-Canyon
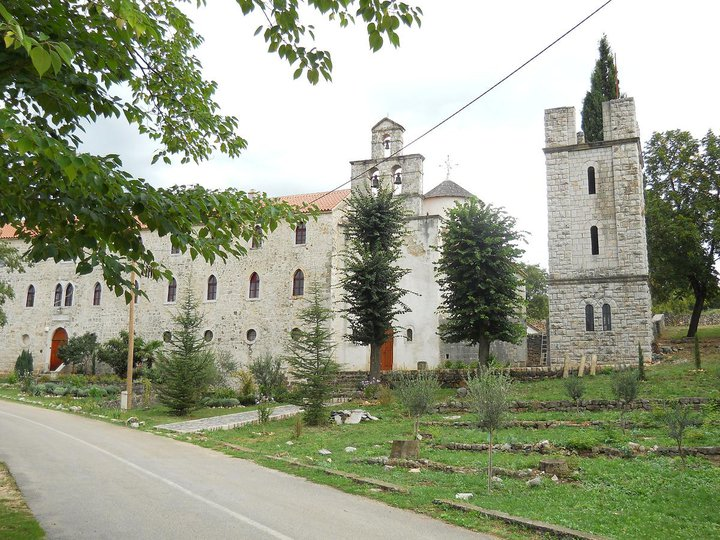
Kloster Krupa
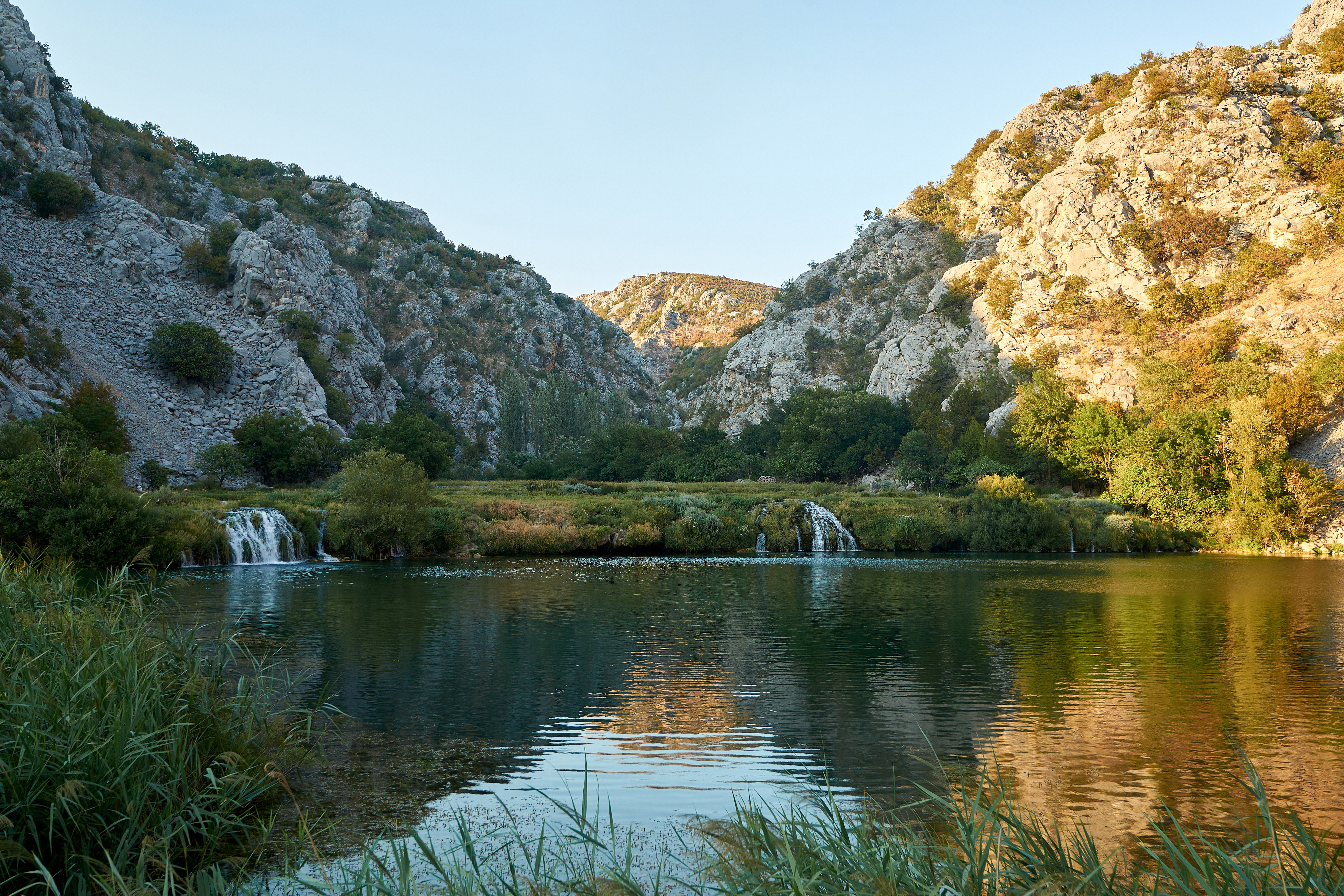
Kaskaden im Krupa-Canyon